# غريزغورز نواك
غريزغورز نواك (بالبولندية: Grzegorz Nowak)‏ هو مجدف بولندي، ولد في 1 نوفمبر 1954 في لوبون في بولندا.

## وصلات خارجية
- غريزغورز نواك على موقع الاتحاد الدولي للتجديف (الإنجليزية)
- غريزغورز نواك على موقع اللجنة الأولمبية الدولية (الإنجليزية)
- غريزغورز نواك على موقع أوليمبيديا (الإنجليزية)
- غريزغورز نواك على موقع اللجنة الأولمبية البولندية (مؤرشف) (البولندية)